# Gare de Santeuil - Le Perchay
Ne doit pas être confondu avec Gare de Santeuil.
La gare de Santeuil - Le Perchay est une gare ferroviaire française de la ligne de Saint-Denis à Dieppe, située sur le territoire de la commune de Santeuil, à proximité du Perchay, dans le département du Val-d'Oise, en région Île-de-France.
C'est une gare Société nationale des chemins de fer français (SNCF), desservie par les trains de la ligne J du Transilien.

## Situation ferroviaire
Cette gare est située au point kilométrique 43,072 de la ligne de Saint-Denis à Dieppe. Son altitude est de 55 mètres.

## Histoire
Menacée de fermeture depuis 2017 en raison de sa faible fréquentation, la gare est finalement sauvée en 2019. Les quais sont rehaussés et bétonnés afin d'accueillir les nouvelles rames NAT, déployées sur l'axe Paris – Pontoise – Gisors à compter de janvier 2022.

## Fréquentation
De 2015 à 2023, selon les estimations de la SNCF, la fréquentation annuelle de la gare s'élève aux nombres indiqués dans le tableau ci-dessous.
| Année     | 2015   | 2016   | 2017   | 2018   | 2019   | 2020   | 2021   | 2022   | 2023   |
| --------- | ------ | ------ | ------ | ------ | ------ | ------ | ------ | ------ | ------ |
| Voyageurs | 39 355 | 39 950 | 32 353 | 25 450 | 20 305 | 10 628 | 38 184 | 35 168 | 31 561 |

## Service des voyageurs

### Accueil
L'accès aux quais est libre et s'effectue grâce à deux accès débouchant sur la rue Jean-Mermoz. Le bâtiment voyageurs n'est plus en service et est interdit d'accès aux usagers. Sur les quais, des abris semi-ouverts servent à abriter les voyageurs. La traversé des voies s'effectue depuis le passage à niveau situé au nord de la gare.

### Desserte
Elle est desservie par les trains du réseau Transilien Paris Saint-Lazare à raison d'un train toutes les deux heures aux heures creuses et d'un train toutes les heures environ aux heures de pointe.

### Intermodalité
La gare n'est desservie par aucune ligne de bus.

## Galerie de photographies

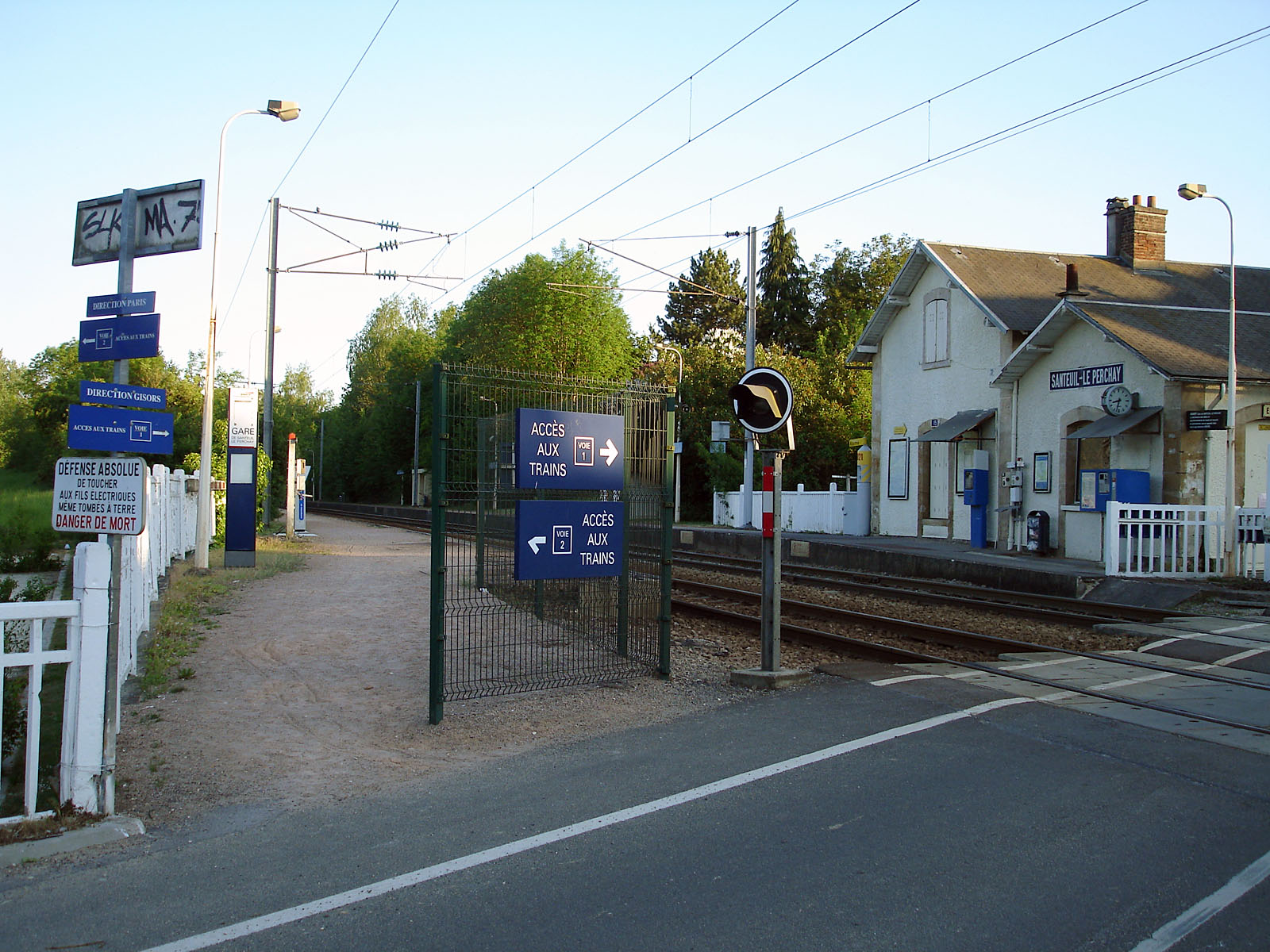
Vue d'ensemble prise du passage à niveau.
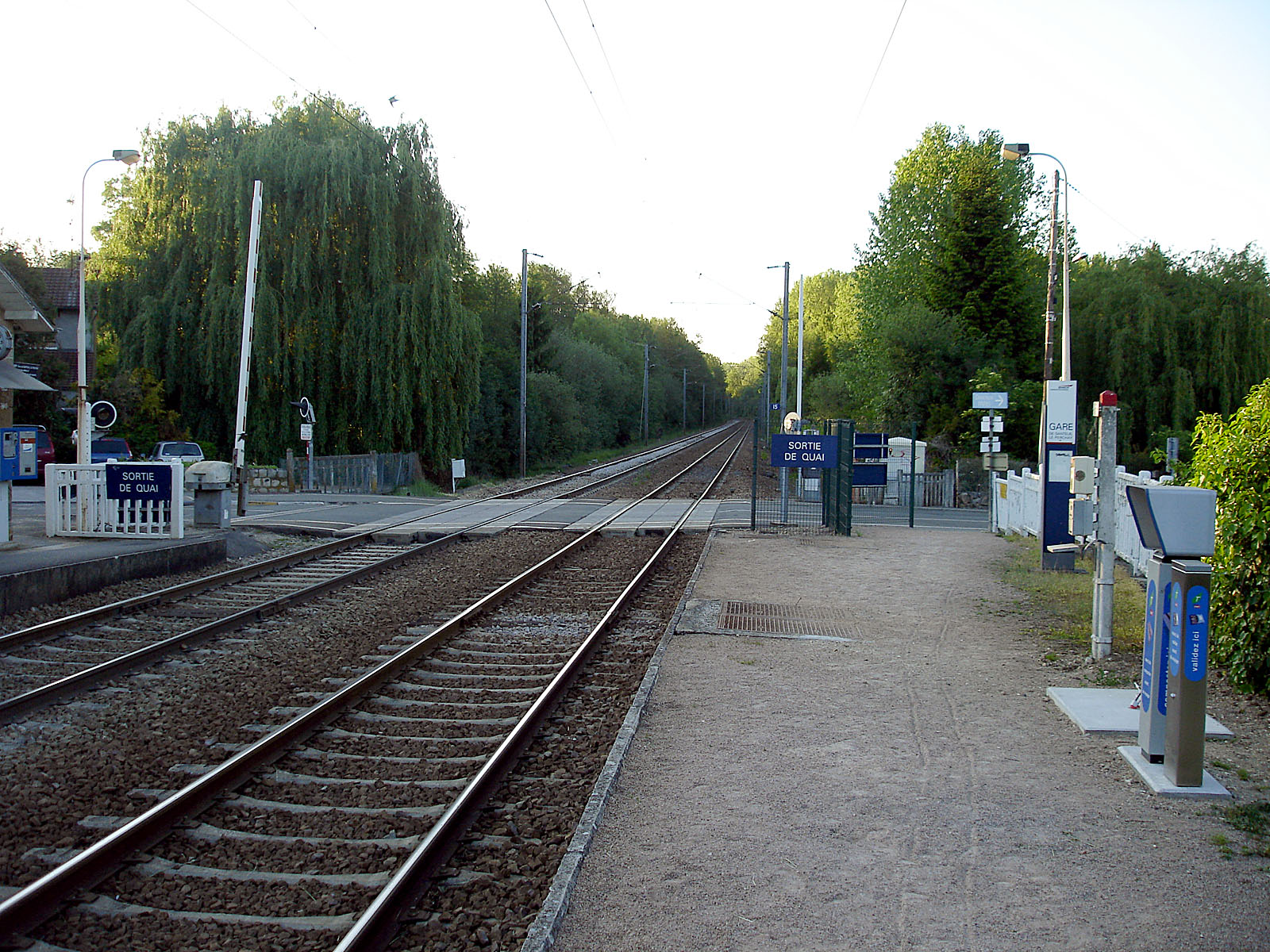
Quais en direction de Gisors.
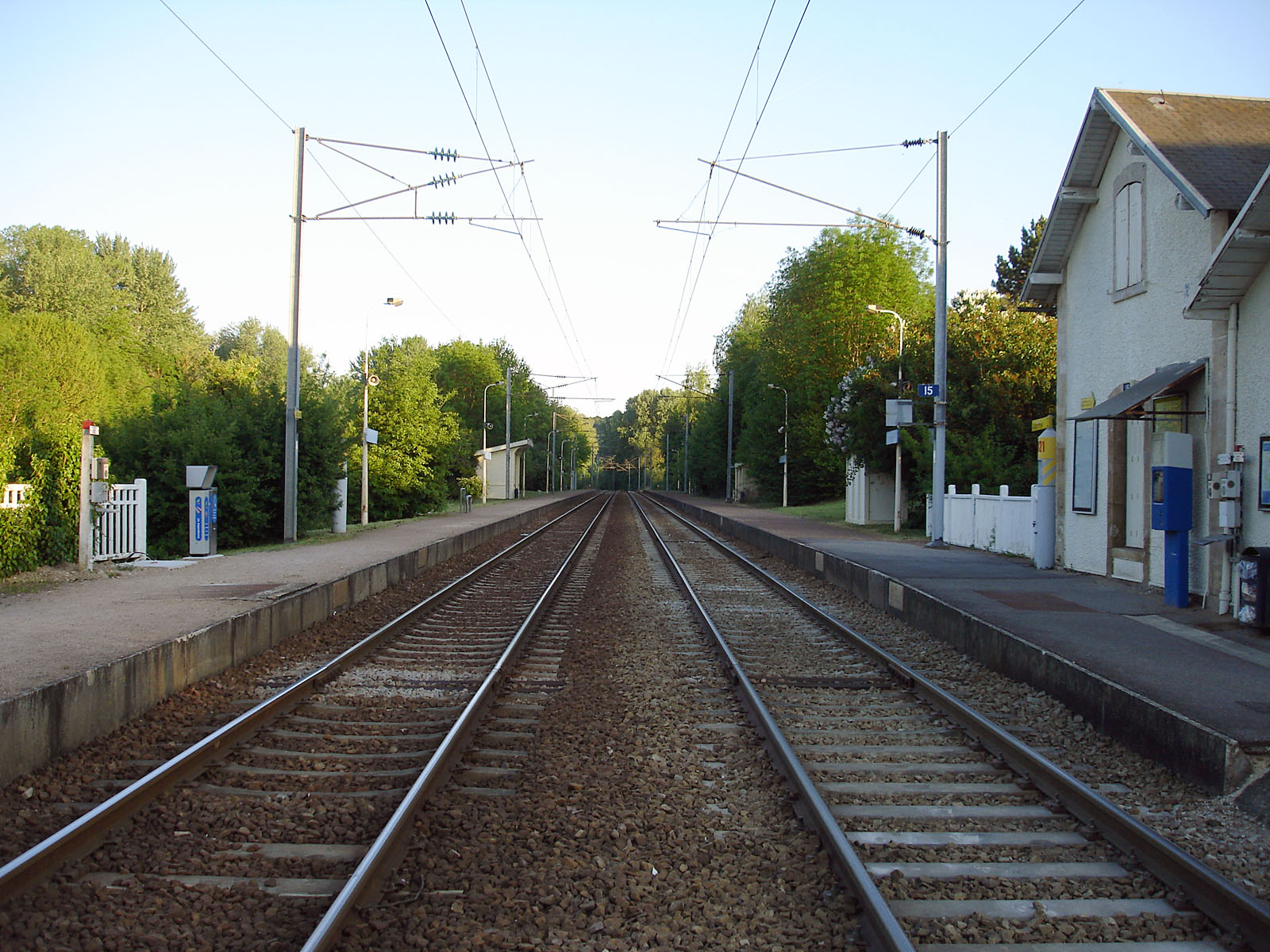
Quais en direction de Paris.
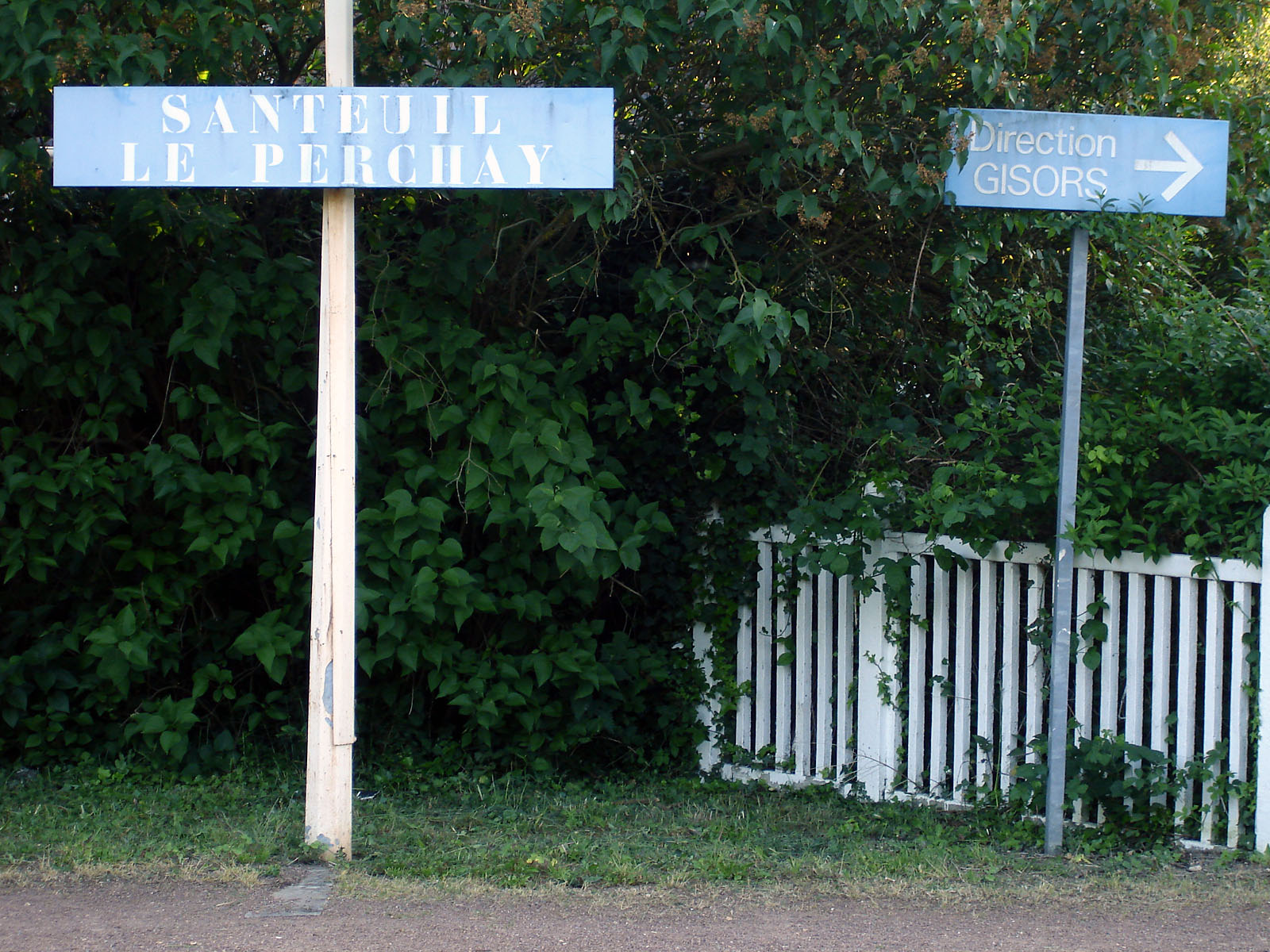
Pancarte de la gare.